# 523
Năm 523 là một năm trong lịch Julius.